# 万乔德
万乔德，是匈牙利豪伊杜-比豪尔州所辖的一个村。总面积34.43平方公里，总人口1226，人口密度35.6人/平方公里（2011年1月1日）。